# The Death Ramps
«The Death Ramps» es una canción de la banda de indie rock inglesa Arctic Monkeys bajo el pseudónimo The Death Ramps. Las canciones en el sencillo son ambas b-sides de su sencillo Teddy Picker de su segundo álbum Favourite Worst Nightmare. El vinilo fue limitado 250 copias.
Domino Records dijo lo siguiente sobre The Death Ramps:

Desafortunatamente, no nos permiten decir la verdadera identidad de The Death Ramps pero podemos decir que son una banda con Un Cierto Romance (guiño, guiño).
Domino

## Lista de canciones
1. «The Death Ramps» – 3:19 (The Death Ramps)
2. «Nettles» – 1:45 (letra por Alex Turner; música por The Death Ramps)
3. «Little Illusion Machine» - 3:08 (letra por Alex Turner; música por The Death Ramps & Wirral   Riddler)
4. «You And I» - 3:27 (letra por Alex Turner; música por The Death Ramps)

- Datos: Q1447125